# كيفن ماكينا (كرة سلة)
كيفن ماكينا (بالإنجليزية: Kevin McKenna)‏ مواليد 8 يناير 1959 في سانت باول، هو لاعب كرة سلة محترف أمريكي أصبح مدرباً بدأ مسيرته الاحترافية في سنة 1981 حيث تم اختياره من قبل فريق لوس أنجلوس ليكرز خلال الدرافت. اعتزل اللعب في 1990. فاز كلاعب ببطولة الرابطة الوطنية لكرة السلة مع لوس أنجلوس ليكرز وذلك في موسم 1981–1982.

## فرق لعب لها
- لوس أنجلوس ليكرز
- إنديانا بايسرز
- بروكلين نتس
- واشنطن ويزاردز

## روابط خارجية
- كيفن ماكينا على موقع إن بي أي (الإنجليزية)
- كيفن ماكينا على موقع سبورتس رفرنس (الإنجليزية)
- كيفن ماكينا على موقع كلية كرة السلة في سبورتس رفرنس.كوم (الإنجليزية)
- كيفن ماكينا على موقع ريلجم (الإنجليزية)
- كيفن ماكينا على موقع بروبوليرز (الإنجليزية)
- كيفن ماكينا على موقع كلية كرة السلة في سبورتس رفرنس.كوم (الإنجليزية)